# 卡利亞瓦亞山脈

卡利亞瓦亞山脈是秘魯的山脈，位於該國東南部，處於的的喀喀湖東北約175公里，屬於安第斯山脈的一部分，全長75公里，最高點海拔高度5,780米。